# Bolitoglossa
Bolitoglossa és un gènere d'urodels de la família dels pletodòntids distribuïts per l'Amèrica tropical, des de Mèxic al Brasil.

## Taxonomia
- Bolitoglossa adspersa (Peters, 1863).
- Bolitoglossa alberchi García-París et al., 2002.
- Bolitoglossa altamazonica (Cope, 1874).
- Bolitoglossa alvaradoi Taylor, 1954.
- Bolitoglossa anthracina Brame et al., 2001.
- Bolitoglossa biseriata Tanner, 1962.
- Bolitoglossa borburata Trapido, 1942.
- Bolitoglossa bramei Wake, Savage i Hanken, 2007
- Bolitoglossa capitana Brame i Wake, 1963.
- Bolitoglossa carri McCranie i Wilson, 1993.
- Bolitoglossa celaque McCranie i Wilson, 1993.
- Bolitoglossa cerroensis (Taylor, 1952).
- Bolitoglossa chica Brame i Wake, 1963.
- Bolitoglossa colonnea (Dunn, 1924).
- Bolitoglossa compacta Wake, Brame i Duellman, 1973.
- Bolitoglossa conanti McCranie i Wilson, 1993.
- Bolitoglossa cuchumatana (Stuart, 1943).
- Bolitoglossa cuna Wake, Brame i Duellman, 1973.
- Bolitoglossa decora McCranie i Wilson, 1997.
- Bolitoglossa diaphora McCranie i Wilson, 1995.
- Bolitoglossa digitigrada Wake, Brame i Thomas, 1982.
- Bolitoglossa diminuta Robinson, 1976.
- Bolitoglossa dofleini (Werner, 1903).
- Bolitoglossa dunni (Schmidt, 1933).
- Bolitoglossa engelhardti (Schmidt, 1936).
- Bolitoglossa epimela Wake i Brame, 1963.
- Bolitoglossa equatoriana Brame i Wake, 1972.
- Bolitoglossa flavimembris (Schmidt, 1936).
- Bolitoglossa flaviventris (Schmidt, 1936).
- Bolitoglossa franklini (Schmidt, 1936).
- Bolitoglossa gomezi Wake, Savage i Hanken, 2007
- Bolitoglossa gracilis Bolaños, Robinson i Wake, 1987.
- Bolitoglossa guaramacalensis Schargel et al., 2002.
- Bolitoglossa hartwegi Wake i Brame, 1969.
- Bolitoglossa helmrichi (Schmidt, 1936).
- Bolitoglossa hermosa Papenfuss, Wake i Adler, 1984.
- Bolitoglossa hiemalis Lynch, 2001.
- Bolitoglossa hypacra (Brame i Wake, 1962).
- Bolitoglossa jacksoni Elias, 1984.
- Bolitoglossa lignicolor (Peters, 1873).
- Bolitoglossa lincolni (Stuart, 1943).
- Bolitoglossa longissima McCranie i Cruz-Díaz, 1996.
- Bolitoglossa lozanoi Acosta-Galvis i Restrepo, 2001.
- Bolitoglossa macrinii (Lafrentz, 1930).
- Bolitoglossa marmorea (Tanner i Brame, 1961).
- Bolitoglossa medemi Brame i Wake, 1972.
- Bolitoglossa meliana Wake i Lynch, 1982.
- Bolitoglossa mexicana Duméril, Bibron i Duméril, 1854.
- Bolitoglossa minutula Wake, Brame i Duellman, 1973.
- Bolitoglossa mombachoensis Köhler i McCranie, 1999.
- Bolitoglossa morio (Cope, 1869).
- Bolitoglossa mulleri (Brocchi, 1883).
- Bolitoglossa nicefori Brame i Wake, 1963.
- Bolitoglossa nigrescens (Taylor, 1949).
- Bolitoglossa oaxacensis Parra-Olea et al., 2002.
- Bolitoglossa occidentalis Taylor, 1941.
- Bolitoglossa odonnelli (Stuart, 1943).
- Bolitoglossa orestes Brame i Wake, 1962.
- Bolitoglossa palmata (Werner, 1897).
- Bolitoglossa pandi Brame i Wake, 1963.
- Bolitoglossa paraensis (Unterstein, 1930).
- Bolitoglossa peruviana (Boulenger, 1883).
- Bolitoglossa pesrubra Taylor, 1952.
- Bolitoglossa phalarosoma Wake i Brame, 1962.
- Bolitoglossa platydactyla (Gray In Cuvier, 1831).
- Bolitoglossa porrasorum McCranie i Wilson, 1995.
- Bolitoglossa ramosi Brame i Wake, 1972.
- Bolitoglossa riletti Holman, 1964.
- Bolitoglossa robusta (Cope, 1894).
- Bolitoglossa rostrata (Brocchi, 1883).
- Bolitoglossa rufescens (Cope, 1869).
- Bolitoglossa salvinii (Gray, 1868).
- Bolitoglossa savagei Brame i Wake, 1963.
- Bolitoglossa schizodactyla Wake i Brame, 1966.
- Bolitoglossa silverstonei Brame i Wake, 1972.
- Bolitoglossa sima (Vaillant, 1911).
- Bolitoglossa sooyorum Vial, 1963.
- Bolitoglossa spongai Barrio-Amorós et al., 1999.
- Bolitoglossa striatula (Noble, 1918).
- Bolitoglossa stuarti Wake i Brame, 1969.
- Bolitoglossa subpalmata (Boulenger, 1896).
- Bolitoglossa synoria McCranie i Köhler, 1999.
- Bolitoglossa taylori Wake, Brame i Myers, 1970.
- Bolitoglossa vallecula Brame i Wake, 1963.
- Bolitoglossa veracrucis Taylor, 1951.
- Bolitoglossa walkeri Brame i Wake, 1972.
- Bolitoglossa yucatana (Peters, 1882).
- Bolitoglossa zapoteca Parra-Olea et al., 2002.